# Operation Wilfred
Die Operation Wilfred war eine Militäroperation der Royal Navy im Zweiten Weltkrieg, die mit Frankreich geplant wurde und zum Ziel hatte, das Deutsche Reich zu einer militärischen Unternehmung in Norwegen zu provozieren.

## Konzeption
Hierfür sollten in Küstengewässern Norwegens vor dem Vestfjord, nahe Bergen, und möglichst bei Molde jeweils Minenfelder ausgelegt werden. Im Anschluss an die diesbezüglich erwartete Reaktion der deutschen Streitkräfte – die Besetzung Norwegens – sollten im Rahmen des Plan R 4 alliierte Truppen ihrerseits in Skandinavien anlanden. Einige Tage zuvor ergingen Protestnoten an Norwegen und Schweden, die besagten, dass diese Länder ihre Neutralität nicht schützten.

„Am 3. April ratifizierte das britische Kabinett den Beschluß des Obersten Kriegsrates, und die Admiralität wurde ermächtigt, am 8. April mit der Verminung der norwegischen Gewässer zu beginnen. Ich nannte diese Operation 'Wilfred', weil sie an sich so klein und harmlos war.“

## Beteiligte Einheiten
Die beteiligten Einheiten wurden zu drei Einsatzverbänden zusammengefasst. Der Einsatzverband WS um dem Hilfs-Minenleger Teviot Bank, der von den vier Zerstörern Inglefield, Imogen, Ilex und Isis geschützt wurde, erhielt vor Beginn der Minenlegung am 8. April den Befehl zum Rückzug. Zur Ablenkung sollte ein kleiner Verband, bestehend aus dem Leichten Kreuzer Birmingham und den zwei Zerstörern Hyperion und Hero vor der Landzunge von Bud bei Kristiansund eine Minenlegung simulieren. Die beiden H-Klasse Zerstörer dieses Einsatzverbands WB hatten vorher die Renown begleitet, deren Einsatzgruppe den Hauptteil der Operation bestritt. Der Einsatzverband WV legte eine Minensperre vor Bodø. Neben dem Schlachtkreuzer Renown gehörten die Zerstörer Glowworm, Greyhound, Impulsive, Esk, Icarus und Ivanhoe sowie die Begleitzerstörer Hardy, Havock, Hotspur und Hunter zu dieser Gruppe. Die Glowworm wurde im Sturm von den anderen Schiffen des Einsatzverbands WV getrennt, als sie zur Bergung eines über Bord gefallenen Matrosen zurückblieb.

## Ablauf
In den frühen Morgenstunden des 8. April 1940 waren vier britische Zerstörer unter dem Schutz des Schlachtschiffes Renown in den Gewässern vor Narvik mit Minenoperationen beschäftigt, als der Zerstörer Glowworm Feindkontakt meldete. Die Glowworm hatte den Kontakt zum Verband verloren und traf im Sturm auf den deutschen Zerstörer Z 11 Bernd von Arnim, dem sich bald die Admiral Hipper hinzugesellte, welche die Glowworm durch mehrere Treffer schwer beschädigte. Obwohl am Vortag Flugzeuge deutsche Einheiten mit Kurs auf Norwegen gemeldet hatten, war die britische Admiralität zu diesem Zeitpunkt noch nicht von einem deutschen Angriff überzeugt. Die Glowworm sank im Gefecht mit dem Schweren Kreuzer Admiral Hipper und die völlig von der deutschen Unternehmung überraschten britischen Seestreitkräfte nahmen nach und nach das Gefecht mit den deutschen Einheiten auf, konnten aber die Landung deutscher Truppen und die Besetzung der wichtigsten norwegischen Häfen nicht verhindern.
Das Deutsche Reich hatte am 9. April das zwei Tage zuvor beschlossene Unternehmen Weserübung begonnen und besetzte in dessen Folge Dänemark und Norwegen.